# Wheeler Opera House
Pour les articles homonymes, voir Wheeler.
La Wheeler Opera House est un opéra américain situé à Aspen, dans le comté de Pitkin, au Colorado. Elle est inscrite au Registre national des lieux historiques depuis le 21 août 1972.